# Бад Аусзе
Бад Аусзе (нем. Bad Aussee) је град у аустријској држави Штајерској, у округу Лизен смештен на ушћу три извора који праве реку Траун у региону Аусзерланд. Бад Аусзи је економско и културно средиште штајерског дела Салцкамергута. Са 4.862 становника, град је географска средина Аустрије, која је симболизована каменим спомеником у центру града.
Заједно с осталим алпским градовима Бад Аусзи је ангажован у Удружењу алпског града године ради имплементације Алпске конвенције за постизање одрживог развоја у алпском луку. Бад Аусзи је проглашен „Алпским градом године” 2010. године.

## Историја
У оближњој пећини Салзофен откривени су праисторијски артефакти. Град је почео цветати у средњем веку, када су рудници соли започели са радом у касном тринаестом веку. Бад Аусзи проглашен је трговачким градом 1295. године. Романичка и касноготска црква Ст. Пола Штадфаркихе (жупна црква) датира из тринаестог века и садржи готску Мадону из 1420. године. Кућа сакрамента датира из 1523. Шпиталкихе (болничка црква) на Тргу Меранплац подигнут је пре 1395. године и садржи две готске олтарне слике с покретним крилима из петнаестог века и фреске.
Остале важне историјске зграде су Камерхоф, који је изграђен пре 1200. године. До 1926. године у њему је била смештена управа соли за регион. Шармантне куће које потичу из петнаестог века окружују Курпарк и складно средиште града. Бад Аусзи је родно место Ане Плохл, кћер поштара која је постала супруга надвојводе Јохана Аустријског, чији се економски, културни и образовни утицај на Штајерску и Салцкамергут, и кога народ и данас памти. У средишту Курпарка у Бад Аусзију налази се статуа вољеног надвојводе.
Град је изграђен и око индустрије соли.

## Туризам
Данас је главни фокус града на култури и туризму. Бад Аусзи има сјајан регионални музеј, Камерхофмусеум , који има експонате о локалној традицији и обичајима, трговини соли и колекцију фосила који су пронађени у региону. У центру града се налази и спа центар, Витал Бад Аусзи , који нуди лековите купке са сланом водом и терапију Кнејп Кјур, коју је изумио немачки свештеник Себастиан Кнејп. Ова терапија комбинује лечење хладном водом, дијету и вежбање на отвореном. Град такође спонзорише музички фестивал који се организује у пролеће сваке године и траје неколико недеља, под називом Аусзер Џезфрухлинг.
Постоје две скијашке регије доступне из Бад Аусзија: Лосер и Тауплиц. Скијашки регион Лосер има невероватан поглед на глечер Даштен и недавно је модернизован. У скијашком региону Тауплиц можете да идете и на крос кантри скијање или ноћно санкање.

## Језера
У близини Бад Аусзеа налази се пет језера.
Језеро Алтаусзерзе (Altausseer See) је живописно језеро које се налази у подножју планине Лосер. Постоји уређена пешачка стаза која окружује језеро, а село Алтаусзе почива на њеним обалама.
Језеро Зомерсбергерзе (Sommersbergersee) је мање језеро које није толико дубоко као остала водена подручја у региону и као такво је погодно за купање много ранијег датума током године од осталих.
Језеро Грундзе (Grundlsee), које се понекад назива и дас Штајерско море, је највеће језеро у држави Штајерскоја. У Грундлзеу можете унајмити електрични чамац нa сат, а око њега су распоређене јавне плаже. Грундлзе се напаја са два мања језера, Топлитзе и Камерзе.
Топлитзе, (Toplitzsee) где су нацисти и тестирали оружје и наводно бацили фалсификовану валуту, извор је многих локалних знања у региону. Јединствен је по томе што има два слоја воде, горњи који је састављен од слатке воде и један испод њега од слане воде.
Камарзе (Kammersee) је означен као извор реке Траун и до њега се заправо може доћи само бродом из Топлитзеа. Мало предузеће нуди туре до Камерзеа у такозваном Plätten, бродовима равног дна јединственим за оваај регион, који су се некада користили у трговини соли. За време владавине Марије Терезије, осуђеници су исклесали отвор у камену који је раздвајао Камерзе од Топлитзеа како би помогли у транспорту дрва.

## Култура и традиција

### Карневал
Највећи годишњи догађај у Бад Аусзеу је карневал (Fasching), који се догађа на Марди Грас (масни или покладни уторак), када се „Флинсерлн” облачи у костиме окићене драгуљима и парадира кроз град како би најавио долазак пролећа. Деца рецитују старе риме Флинсерлну који их награђујесе орасима или слаткишима. Флинсерлна прати Захарин, који држи гледаоце под контролом машући свињским бешикама на крајевима штапова и повремено их чвркнувши по глави. Прославу заокружује „Жене са бубњевима” (Trommelweiber). Тромелвејбер су група мушкараца обучених у спаваћице које иду из гостионице у гостионицу лупајући по бубњевима, лонцима и тавама и уживају у бесплатној храни и пиву. Према причи, традиција Тромелвејбера била је покренута у 20. веку као начин да мушкарци који су посећивали у пабове шале се својим женама. У то време женама није било допуштено да посећују такве установе и често су прибегавале ударању по лонцима и тавама изван просторија како би њихови мужеви изашли, дошли кући и отрезнили. Гостионице, пабове и ресторанеи често посећују током Heilige Drei Faschingstage (три света дана карневала) костимирани мангупи познати као Maschgera.

### Фестивал нарциса
Други велики годишњи догађај у Бад Аусзеу је „Фестивал нарциса” (Narzissenfest). Сваког пролећа, последњег викенда у мају, учесници граде огромне цветне скулптуре направљене од цветова нарциса и парадирају кроз град уз пратњу регионалне народне музике. Неке од ових цветних касније су изложене дуж обала Грундлзеа или Алтаусерзеа, наизменично од једне до друге године. Фестивал нарцис годишње привлачи око 25 000 посетилаца.

### Glöckler и Berigeln
Још један локални обичај одвија се 5. јануара. Током дана, деца звана Glöckler, одлазе од врата до врата са малим звончићима и врећама и добијају Faschingskrapfen  (крофне), помонаранџе, чоколаду или орахе. Увече је ред на одрасле. Они излазе на улице обучени као Berigeln, у неугледној традиционалној хаљини, лица прекривених црном платненом маском. Са собом носе велика кравља звона, с којима најављују свој долазак онима који отварају своје домове Беригелну. Једном када Беригелн уђе у дом, они се суздрже од говора како би прикрили свој идентитет. Обично домаћин покушава да погоди њихов идентитет, док их гости домаћим шнапсом, пивом, крофнама и другом храном.

## Трахт
Бад Аусзе је јединствен у Аустрији јер становници свакодневно носе трахт (Tracht) односно традиционалну ношњу. За жене косим се састоји од хаљине дирндл (Dirndl) са уским горњњим делом и пуном сукњом. Многе жене одлучују да носе  Ausseerdirndl  који има зелени боди, сукњу ружичасте боје и љубичасту кецељу.